# Beilicato di Karaman
Il beilicato di Karaman (in turco al plurale Karamanoğulları), retto dalla dinastia dei Karamanidi, fu un beilicato turco d'Anatolia sorto tra il 1250 e il 1487 nel centro-sud della penisola anatolica che grosso modo occupava l'attuale provincia turca di Karaman. Per i due secoli della sua esistenza fu uno dei più importanti principati della regione.

## Storia
I Karamanidi facevano risalire la loro origine ancestrale a Hoca Sadeddin (Khwaja Sa'd al-Din) e a suo figlio Nure Sufi, che emigrarono dall'Azerbaigian a Sivas. Da qui Hoca Sadeddin si spostò verso la regione del Tauro occidentale, nei pressi della città di Larende, dove lavoravano come boscaioli. Il figlio di Nure Sufi, Kerimeddin Karaman Bey, riuscì a prendere sotto il proprio debole controllo le regioni montagnosa della Cilicia a metà del XIII secolo. Secondo una leggenda spuria, sarebbe stato tuttavia il sultano selgiuchide di Rūm, Kayqubad I, a insediare Karaman come Bey in queste terre.
Karaman estese i suoi territori conquistando i castelli di Ermenek, Mut, Ereğli, Gülnar, Mer e Silifke. In riconoscimento di queste conquiste il sultano selgiuchide Qilij Arslan IV assegnò loro la città di Larende (ora chiamata Karaman in onore di questa dinastia). Il fratello del bey Karaman, Bunsuz, divenne guardia del corpo del Califfo. 
Il loro potere si accrebbe come risultato dell'unificazione dei clan di cultura turca che vivevano nelle regioni montuose della Cilicia con i nuovi elementi turchi trasferiti colà da Kayqubad.
Le buone relazioni con il Sultanato selgiuchide si interruppero nel 1261, quando Karaman e i suoi fratelli Zeynül-Hac (Zayn al-Hajj) e Bunsuz tentarono di conquistare la capitale del sultanato di Rūm, Konya, con un esercito di 20.000 uomini, ma vennero sconfitti da una coalizione mongola-selgiuchide guidata dal Pervane Mu'in al-Din Sulayman. Durante la battaglia vennero catturati i due fratelli del bey Karaman.
Karaman Bey morì nel 1262 e gli successe il primogenito Şemseddin Mehmet I che immediatamente strinse alleanze con gli altri clan turchi per riprendere il conflitto con i Selgiuchidi. Durante la rivolta del 1276 del bey Hatıroğlu Şemseddin contro la dominazione dei Mongoli, anche i Karamanidi ottennero alcune vittorie contro l'alleanza mongola-selgiuchide. Con la sconfitta nella battaglia di Göksu del 1277, il potere centrale selgiuchide subì un duro colpo. Approfittando della confusione generale, Mehmed Bey occupò Konya il 12 maggio e mise sul trono un pretendente di nome Jimri che dichiarava di essere figlio di Kaykaus. Alla fine delle contese, Mehmed venne sconfitto dall'alleanza mongola-selgiuchide in quello stesso anno e ucciso assieme a vari suoi fratelli.

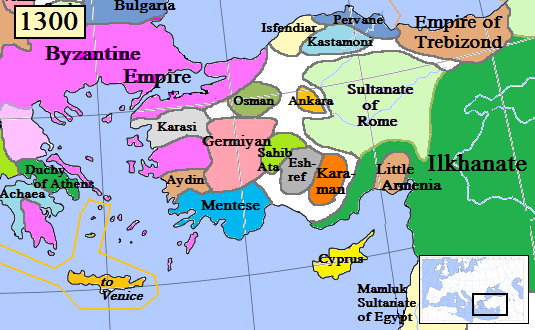
Il beilicato di Karaman (rosso) nel 1300.

Nonostante la disfatta, i Karamanidi continuarono ad accrescere la loro influenza nella regione, sostenuti dai Mamelucchi d'Egitto, in particolare durante il regno di Baybars. Il beilicato conquistò altre due volte Konya agli inizi del XIV secolo, Venne cacciato la prima volta dall'Ilkhan Chupan, governatore dell'Anatolia, e la seconda volta dal figlio dello stesso Ilkhan Timurtash. Una forte espansione del beilicato ebbe luogo alla caduta dell'Ilkhanato. Una seconda espansione vi fu a seguito del matrimonio tra il bey Karamanoğlu Alâeddin Ali con Nefise Sultan, la figlia del sultano ottomano Murad II: fatto che costituì il primo momento di reale contatto tra le due dinastie.
Mentre l'Impero ottomano si espandeva nei Balcani, il bey Aleaddin Ali, conquistò la città di Beyşehir, precedentemente sotto controllo ottomano. La risposta ottomana non si fece attendere, un esercito marciò sulla capitale karamanide di Konya. Una trattato venne prontamente siglato tra i due regni e rimase in vigori fino all'epoca di Bayezid I.
Tamerlano affidò il controllo sulla regione karamanide al bey, primogenito di Aleaddin Ali. Alla morte del Sultano Bayezid nel 1403, dopo la sua rovinosa sconfitta nella Battaglia di Ankara, l'Impero ottomano fu molto indebolito da lotte intestine legate alla successione. I vari beilicati dell'Anatolia ne approfittarono per espandersi. Mehmet Bey formò un esercito che marciò su Bursa. La città fu conquistata e parzialmente distrutta e questa non fu l'ultima invasione dei Karamanidi sul territorio ottomano. Mehmet Bey fu catturato dal pascià Bayezid e imprigionato, dopo le sue scuse venne perdonato dal monarca ottomano.
Il bey Ramazanoğlu conquistò Tarso mentre Mehmet era in prigione. Anche il figlio di Mehmet, Mustafa, prese la città durante la guerra tra gli emiri di Siria ed Egitto. Il Sultano egiziano inviò un esercito per riconquistare la città. Dopo questa sconfitta Mehmet si ritirò Konya ma il bey Ramazanoğlu Ali lo inseguì e lo fece prigioniero. Mehmet venne in seguito esiliato per il resto dei suoi giorni in Egitto.
Nella crociata di Varna contro gli Ottomani del 1443-44, il bey karamanide İbrahim, tentò di colpire a morte con l'appoggio di altri beilicati l'Impero ottomano. Marciò su Ankara e Kütahya, distruggendole entrambe. Ma Murad II sconfisse i crociati ungheresi in Rumelia e al suo ritorno accusò di tradimento i principi turcomanni. Il bey İbrahim accettò una totale sottomissione all'Impero ottomano, sparendo per sempre dallo scacchiere anatolico. Il beilicato di Karaman probabilmente finì i suoi giorni nel 1487, assieme al declino dell'influenza egiziana nella regione.

### Bandiera
Secondo l'Atlante catalano del 1375 ca., il vessillo karamanide porta una stella azzurra a sei punte. Essa viene confusa con la stella di Davide, il simbolo giudaico, presente sulla bandiera odierna di Israele. In questo caso il popolo ebraico non c'entra, la stessa stella era anche un simbolo islamico, chiamata Stella di Salomone (Sulaymān) ed era molto popolare presso i clan turcomanni dell'Anatolia. Questo simbolo è spesso presente nella decorazione di moschee, su effigi di monete e vessilli di pascià, come quella del pascià Khayr al-Din Barbarossa. Anche il beilicato dei Candaroğlu porta nel suo stemma lo stesso simbolo ma in rosso.

## Potenza dei Karamanidi in Anatolia
Secondo il Mesâlik-ül-Ebsâr, scritto da Şehâbeddin Ömer, l'esercito karamanide contava 25000 soldati e 25000 Saraceni. Inoltre poteva contare sull'apporto di guerrieri di altri clan turcomanni.
L'economia del principato si basava sul controllo strategico di aree commerciali come Konya e i porti di Lamos, Silifke, Anamur e Manavgat.

## L'architettura karamanide
Si contano 66 moschee, 8 hammam (terme), 2 caravanserragli (khan) e 3 Madrasa (scuole) costruite dei Karamanidi e che sono ancora esistenti. Altri importanti monumenti di questo regno sono:
- Hasbey Medrese (1241)
- Moschea di Şerafettin (XIII secolo)
- İnce Minare (Dar-ül Hadis) Medrese (1258-1279)
- Hatuniye Medrese

## Lista dei bey karamanidi
1. Nûre Sûfî Bey (Capitale: Ereğli) (1250-1256)[1]
2. Kerîmeddin Karaman Bey (Capitale: Ermenek) (1256?-1261)
3. Şemseddin I. Mehmed Bey (1261-1277)
4. Güneri Bey (1283-1300)
5. Bedreddin Mahmud Bey (1300-1308)
6. Yahşı Han Bey (1308-1312) (Capitale: Konya)
7. Bedreddin I. İbrahim Bey (1312-1333, 1348-1349)
8. Alâeddin Halil Mirza Bey (1333-1348)
9. Fahreddin Ahmed Bey (1349-1350)
10. Şemseddin Bey (1350-1351)
11. Hacı Sûfi Burhâneddin Musa Bey (Capitale: Mut) (1351-1356)
12. Seyfeddin Süleyman Bey (1356-1357)
13. Damad I. Alâeddin Ali Bey (1357-1398)
14. Sultanzâde Nâsıreddin II. Mehmed Bey (Gıyâseddin)(1398-1399)
15. Damad Bengi II. Alâeddin Ali Bey (1418-1419, 1423-1424)
16. Damad II. İbrahim Bey (1424-1464)
17. Sultanzâde İshak Bey (1464)
18. Sultanzâde Pîr Ahmed Bey (1464-1469)
19. Kasım Bey (1469-1483)
20. Turgutoğlu Mahmud Bey (1483-1487)